# European Arts and Entertainment Alliance
Het European Arts and Entertainment Alliance (EAEA), is een Europese koepelorganisatie van 118 vakbonden en vakcentrales in 27 landen die de belangen behartigen van werknemers in de amusementsindustrie.
De organisatie werd opgericht in 2001 ten gevolge de fusie van de Europese afdelingen van de Internationale Federatie van Muzikanten (Engels: Federation of musicians, FIM), de Internationale Federatie van Acteurs (Engels: Federation of Actors, FIA) en de sector Media en Amusement Internationaal van UNI-Europa (UNI-MEI). De hoofdzetel is gelegen in Parijs.
De organisatie is op haar beurt aangesloten bij de International Arts and Entertainment Alliance (IAEA).

## Ledenverdeling
- UNI Mei vertegenwoordigde voor de fusie 67 aangesloten vakcentrales uit verschillende Europese landen.
- IFA vertegenwoordigde voor de fusie 24 vakcentrales uit 27 Europese landen.
- FIM vertengewoordigde voor de fusie 24 aangesloten vakcentrales uit verschillende Europese landen.